# Mester és Tanítványai
Mester és Tanítványai (z węg. „Mester i uczniowie”) – węgierska grupa muzyczna, założona przez Tamása Mestera i funkcjonująca w latach 1993–1995. Grupa nagrała dwa albumy: Hívők földjén oraz II.; oba osiągnęły na Węgrzech status złotej płyty.

## Dyskografia
- Hívők földjén (1993)
- II. (1994)
- Best of (2008)[3]

## Skład zespołu
- Tamás Mester – wokal, gitara
- Ferenc Honyecz – gitara basowa
- Imre Mozsik – perkusja